# کاراپت توغانیان
کاراپت گئورگی توغانیان (ارمنی: Կարապետ Գևորգի Տողանյան؛  زادهٔ ۱۹۲۲ - درگذشته تاریخ نامعلوم) کارشناس علوم پرورشی اهل ارمنستان بود.

## زندگی‌نامه
وی در ۱۹۲۲ در ارمنستان غربی به دنیا آمد و از مدرسه راهنمایی مرکز منطقه‌ای آماسیا (۱۹۴۱) و دانشگاه دولتی علوم پرورشی خاچاطور آبوویان ارمنستان فارغ‌التحصیل گشت.  همچنین برندهٔ جوایزی همچون آموزگار شایسته ارمنستان شوروی (۱۹۶۰)، نشان لنین و نشان ستاره سرخ شده است. سال درگذشت نامعلوم است

## یادداشت
1. ↑  Ամասիայի շրջկենտրոնի միջնակարգ դպրոց